# Zâmbia nos Jogos Olímpicos de Verão de 1992
A Zâmbia competiu nos Jogos Olímpicos de Verão de 1992 em Barcelona, Espanha.

## Resultados por evento

### Atletismo
5.000m masculino
- Godfrey Siamusiye
  - Eliminatórias — 14:08.83 (→ não avançou)

400m com barreiras masculino
- Samuel Matete
  - Eliminatórias — 49.89
  - Semifinais — DSQ (→ não avançou)

- Cephas Lemba
- Ngozi Mwanamwambwa

### Boxe
- Felix Bwalya
- Joseph Chongo
- Steven Chungu
- Daniel Fulanse

### Judô
- Leyton Mafuta